# Чабарін Юрій Олександрович
Юрій Олександрович Чабарін (рос. Юрий Александрович Чабарин; нар. 11 листопада 1946 — пом. 31 травня 2007, Москва, Росія) — радянський російський дитячий хокейний тренер, Заслужений тренер Росії.

## Життєпис
Юрій Чабарін народився 11 листопада 1946 року. Працював тренером СДЮСШОР ЦСКА Москва. Виховав В'ячеслава Фетісов, Валерія Буре, Сергія Бриліна, Антона Волченкова, Олексія Марченко та інших.
Помер 31 травня 2007 року. Похований на Бусиновському цвинтарі в Москві.

## Нагороди, звання та відзнаки
- Заслужений тренер Росії